# Empoasca paraparvipenis
Empoasca paraparvipenis är en insektsart som beskrevs av Zhang, Liu och Qin 2008. Empoasca paraparvipenis ingår i släktet Empoasca och familjen dvärgstritar. Inga underarter finns listade i Catalogue of Life.